# Pennudden
Pennudden (finska: Peninniemi) är en udde i Finland. Den är en del av Mjölö, Helsingfors och ligger i landskapet Nyland, i den södra delen av landet, 10 km sydost om huvudstaden Helsingfors.
Terrängen inåt land är mycket platt.